# Tour des archives (Vernon)
Pour les articles homonymes, voir Tour des archives.
La tour des Archives est le dernier vestige d'un ancien château fort du XIe siècle qui se dresse sur la commune française de Vernon dans le département de l'Eure, en région Normandie.
La tour fait l’objet d’un classement au titre des monuments historiques par la liste de 1840.

## Localisation
La tour des Archives est située dans le bourg non loin de la Seine sur sa rive gauche. Elle fait face au château des Tourelles érigé sur l'autre rive au bord du fleuve. Ils protégeaient tous les deux un pont ancien aujourd'hui ruiné.

## Historique
Vers 1040, le seigneur normand Gui de Brionne est en possession des importants châteaux forts de Brionne et de Vernon. Selon Guillaume de Poitiers c'est le duc Guillaume qui lui aurait concédé les châteaux de Brionne et Vernon, validissima castra Brionium et Vernonium soit « les très forts châteaux de Brionne et Vernon ».
La construction primitive d'un donjon quadrangulaire remonterait à 1123, édifié par Henri Beauclerc, dernier fils de Guillaume le Conquérant. Le donjon fait partie de la longue ligne de forteresses établies le long de la frontière du Vexin normand. Par la suite, il a été remplacé par une tour ronde sous Philippe Auguste. Elle est caractéristique des édifices militaires construits par ce roi de France. Elle est haute de 22 mètres.

## Description

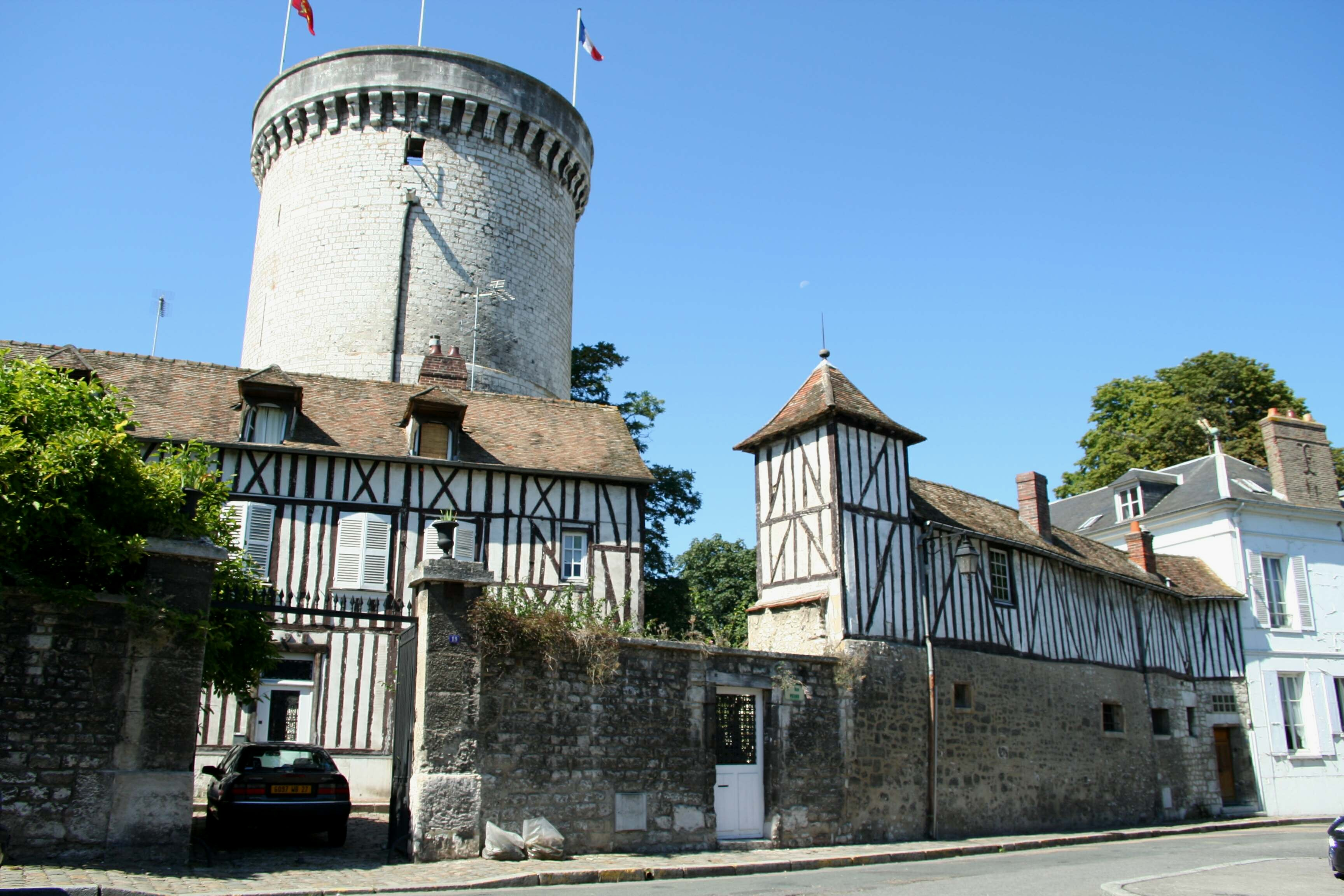
La tour des archives et la rue Potard.

Elle appartient à la même famille architecturale que le donjon du château Bouvreuil à Rouen édifié peu après.
À Vernon, les ingénieurs royaux adaptèrent une enceinte préexistante de forme ovale, qu'ils « retendent » par des courtines rectilignes et des tours de flanquements avec tour maîtresse indépendante. Celle-ci réutilise manifestement des éléments plus anciens.